# Lomonossowskaja
Lomonossowskaja ist eine Station der St. Petersburger U-Bahn. Sie befindet sich an der Newsko-Wassileostrowskaja-Linie zwischen den Stationen „Jelisarowskaja“ und „Proletarskaja“.

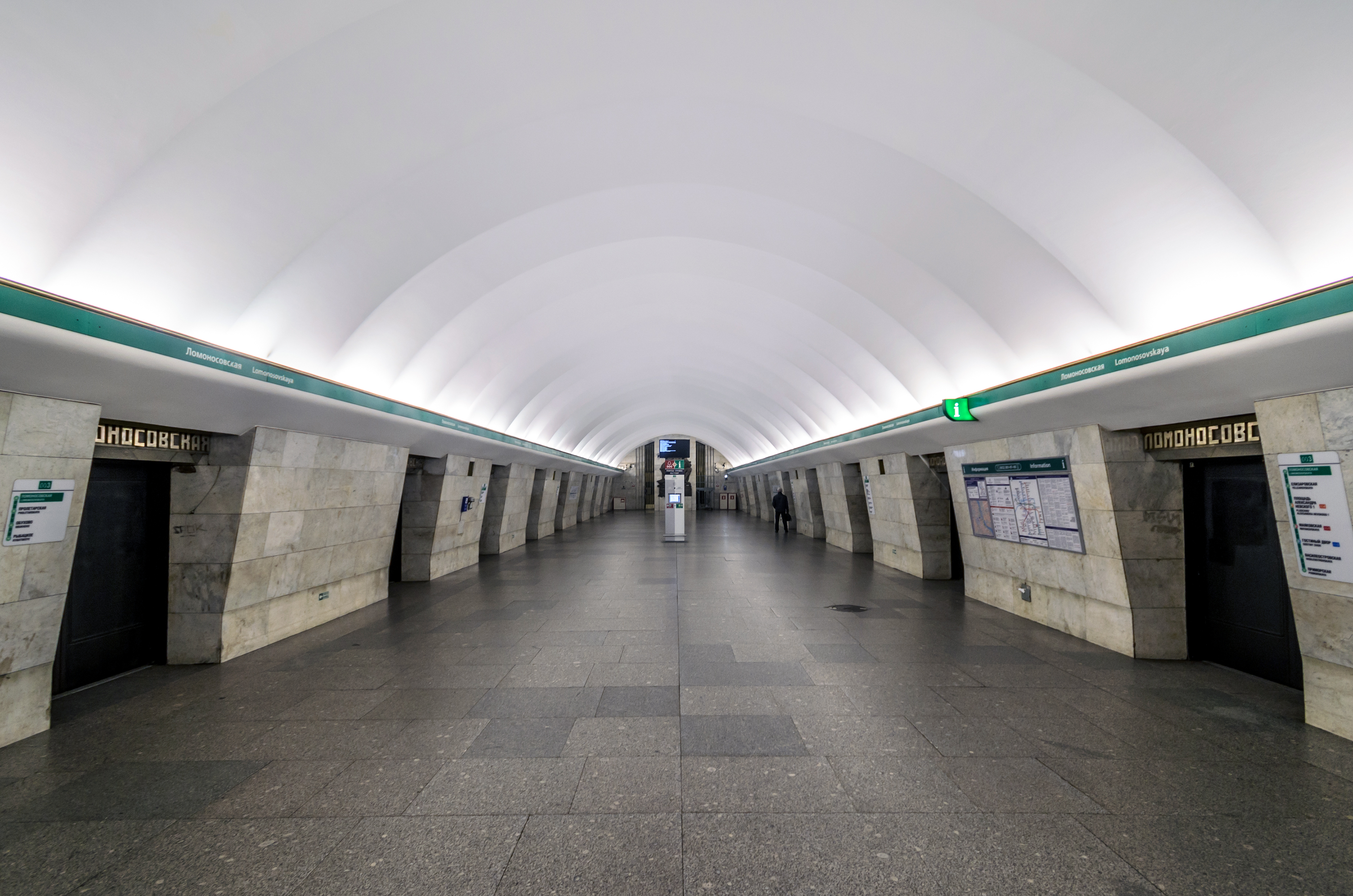
Stationshalle

Der Bahnhof wurde am 21. Dezember 1970 als Teil des Abschnitts „Alexander-Newski-Platz“ – „Lomonossowskaja“ eröffnet. Er wurde nach der Kaiserlichen Porzellanmanufaktur St. Petersburg benannt, die unter Beteiligung von M. W. Lomonossow gegründet wurde und zur Zeit der Eröffnung des Bahnhofs Lomonossow-Porzellanfabrik hieß. Im Projektstatus wurde die Station „Iwanowskaja“ genannt.
Die Bahnhofshalle befindet sich auf dem Gelände des Lomonossow-Platzes, der sich auf dem Gelände des ehemaligen Spaso-Preobraschenski-Friedhofs (Farforowski) befindet. 1966 wurde die Heilig-Geist-Kirche in der Mitte des Platzes abgerissen, um der Eingangshalle Platz zu machen. Die Station war bis zur Verlängerung die südliche Endstation der Linie.

## Oberirdische Bauwerke

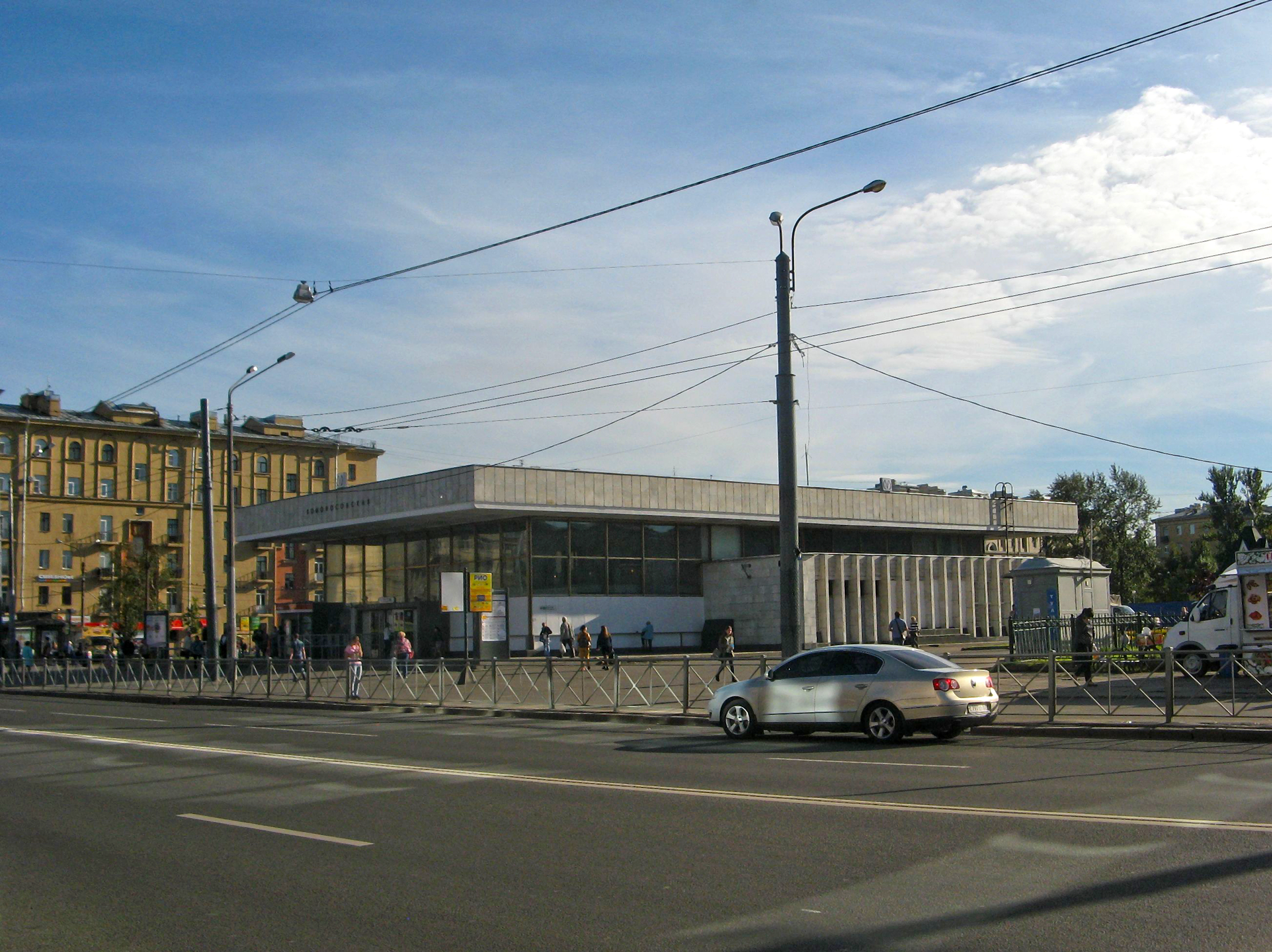
Bahnhofspavillon

Der Bahnhofspavillon wurde von den Architekten A. S. Getskin, W. P. Schuwalowa, G. D. Bulaewskaja entworfen und befindet sich an der Kreuzung der Babuschkina-Straße und der Matjuschenko-Gasse. Die Lobby befindet sich auf einer kleinen Anhöhe. Eine massive Kragarmdecke, die als Decke der Schalterhalle dient, wird von kräftigen Stützen getragen. Die ursprünglich vollverglaste Schalterhalle wurde Mitte der 1990er Jahre rekonstruiert, wobei zwei Drittel der Bodenscheiben durch Marmor ersetzt wurden. Die runde Rolltreppenhalle ist mit Holzpaneelen und eloxiertem Metall verziert. Bis 1979 war die Schalterhalle mit einem metallenen Plan der Newsko-Wassilostowskaja-Linie geschmückt, das später im Zusammenhang mit der Verlängerung der Strecke bis zum Bahnhof Primorskaja demontiert wurde.
Anfang Mai 2008 wurde der Platz rund um den Pavillon für den Bau eines multifunktionalen dreigeschossigen Gewerbekomplexes eingezäunt. Im Februar 2009 wurden jedoch die Zäune um den Platz entfernt – aufgrund der Wirtschaftskrise wurde nie mit dem Bau des Gewerbekomplexes begonnen.

## Unterirdische Bauwerke

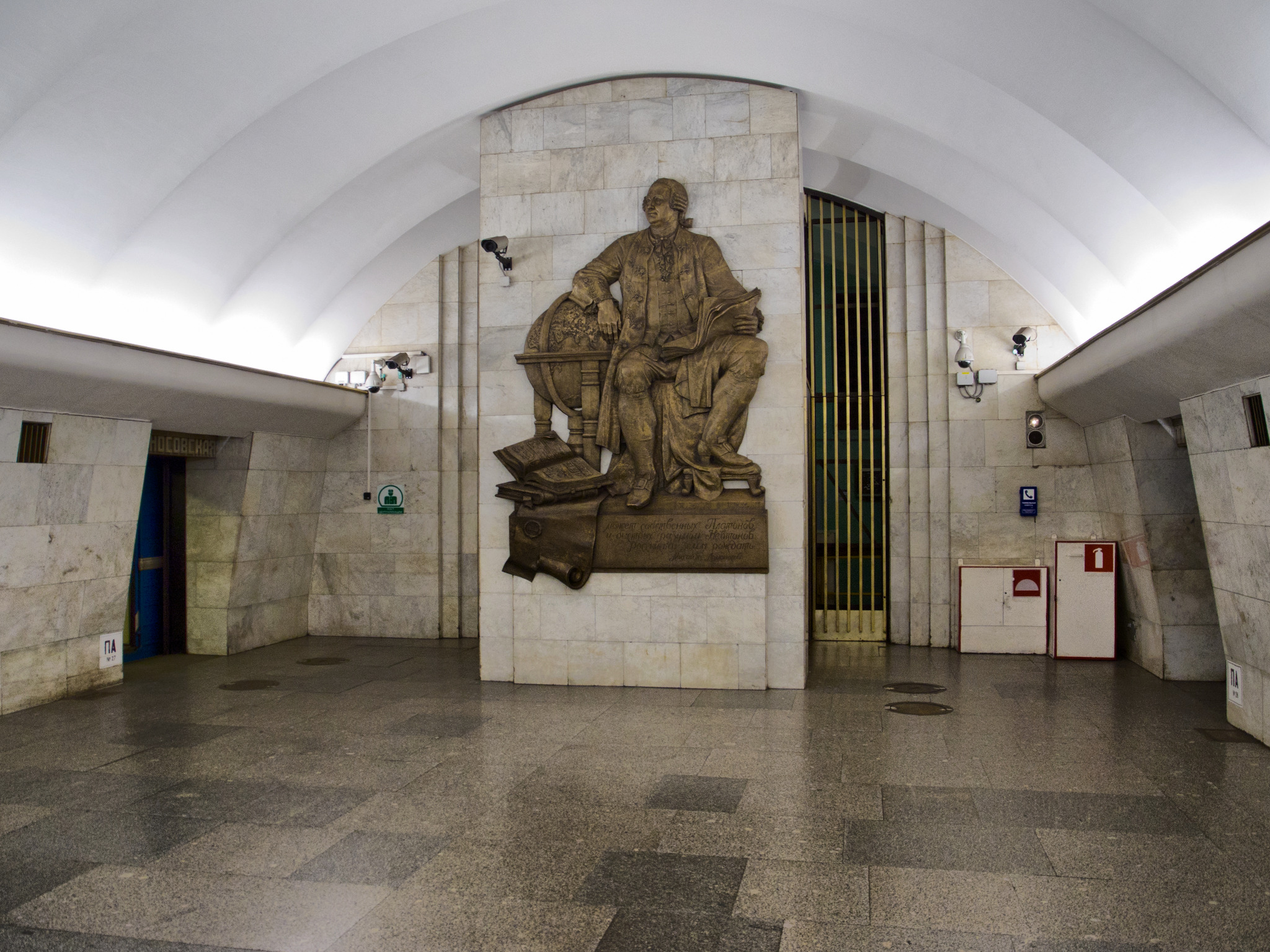
Relief

Lomonossowskaja verfügt über einen Inselbahnsteig mit Bahnsteigtüren entlang der Bahnsteigkanten (auch horizontaler Aufzug oder geschlossene Station genannt) und ist etwa 65 m tief angelegt. Die Station vervollständigt damit eine Reihe von sechs aufeinanderfolgenden horizontalen Aufzugs-Stationen. Die unterirdische Halle wurde von den Architekten A. Y. Macheret und L. S. Chupina entworfen.
Das Design der Bahnsteighalle wird von einer zarten Porzellanfarbe und weichen architektonischen Formen, wie etwa die Neigung der Wände im Inneren der Halle, dominiert. Die Bahnhofstüren sind einfach und ohne Muster gehalten. Über jeder Türnische befindet sich die Messinginschrift „Lomonossowskaja“. Die Stirnwand aus weißem Marmor ist mit einem bronzenen Flachrelief geschmückt, das M. W. Lomonossow (Künstler W. M. Gorodezki) gewidmet ist.
Ein schräger Durchgang mit drei Rolltreppen befindet sich am südlichen Ende des Bahnhofs; im Jahr 2017 wurden die geneigten Lampen von Lichtsäulen auf Taschenlampen umgestellt.

## Anbindung
Mehrere (Trolley-)Buslinien bedienen den Bahnhof. Außerdem gibt es eine Haltestelle der Straßenbahn St. Petersburg in der Nähe.

## In der Kunst
Der Bau und die Eröffnung des Bahnhofs werden in Sergei Dowlatows Roman „Der Koffer“ im Kapitel Nomenklatur Halbschuhe satirisch beschrieben.

## Gleisanlagen
Südlich des Bahnhofs befindet sich ein Drei-Weichen-Wendegleis, das vom 2. Hauptgleis abzweigt. Ab dem 1. September 2022 wendet werktags von 12:00 bis 15:00 Uhr jeder dritte Zug, der der Linie folgt, in der Wendeanlage des Bahnhofs (offiziell erklärt die U-Bahn die Wiederherstellung der Praxis des Zonenwechsels durch die Verkürzung der Intervalle auf dem mittleren Streckenabschnitt).
1972 wurden die Abstellgleise aufgrund eines akuten Mangels an Elektrozugdepots verlängert. Ende der 1970er Jahre begann der Bau eines neuen Abschnitts „Lomonossowskaja – Schtschemilowka“ an den Enden dieser Sackgassen, aber aufgrund ungünstiger Bedingungen sowie aufgrund von Änderungen in der Trasse musste der Tunnel aufgegeben und dort Betonstürze angeordnet werden (Abschnitte der 1972 verlängerten Sackgassen wurden 1979–1980 ebenfalls abwechselnd stillgelegt).